# Stabsamt Waldeck
Das Stabsamt Waldeck war eine von 1803 bis 1807 bestehende Verwaltungseinheit im Land Baden während der napoleonischen Zeit, es war der Landvogtei Strahlenberg zugeordnet.
Das Gebiet des Stabsamts lag hauptsächlich im südwestlichen Buntsandstein-Odenwald, der durch langgestreckte, schmale Täler zwischen bewaldeten Höhenzügen geprägt ist. Nur im äußersten Nordwesten hatte es Anteil am kristallinen Odenwald. Es erstreckte sich beiderseits der Steinach, reichte aber an einer Stelle nach Osten über den Ulfenbach bis zum Finkenbach.
Die Ortschaften des Gebiets hatten, mit einer Ausnahme, zuvor zur Kurpfalz gehört und waren dort überwiegend in der zum Oberamt Heidelberg zählenden Kellerei Waldeck gelegen. Diesen Namen griffen die badischen Behörden auf, er ging zurück auf die Herrschaft Waldeck, die bis zu ihrer Zerstörung zu Beginn des Dreißigjährigen Krieges ihren Sitz auf der Burg Waldeck hatte.
Zum Bereich des Stabsamt gehörten die folgenden Ortschaften, Einwohnerzahlen jeweils Stand 1802:
- Schönau mit 941 Einwohnern, Sitz des Stabamts.
- Heiligkreuzsteinach mit 309 Einwohnern.
- Das als Obere Gemeinde titulierte Lampenhain mit Bärsbach, Vorderheubach, dem Kohlhof und der Haumühle, zusammen 164 Einwohner.
- Eiterbach mit 156 Einwohnern.
- Neudorf mit 199 Einwohnern.
- Wilhelmsfeld mit 327 Einwohnern.
- Altenbach, Ringesheim und Hinterheubach, zuvor beim kurpfälzischen Oberamt Ladenburg, als Gemeinde zusammen 372 Einwohner.
- Brombach, vom Hochstift Speyer zu Baden gekommen, 204 Einwohner.
- Heddesbach mit der Schlossruine Harfenburg und 233 Einwohnern.

Mit dem General-Ausschreiben über die Eintheilung des Großherzogthums Baden in Bezirke vom 1. Juli 1807 wurde das Stabsamt aufgelöst und mit den Ämtern Unter- und Oberheidelberg zum neuen, badischen Oberamt Heidelberg vereinigt.' Seit der Kreisreform 1973 zählen die Ortschaften zum Rhein-Neckar-Kreis.